# كنيس أور زاروا
كنيس أور زاروا هو كنيس يهودي تأسس في عام 1926 (الموافق لعام 5687 بالتقويم العبري) على يد الحاخام اليهودي عمرام أبورباح ليهود المعارفييم، ويقع الكنيس في شارع شموئيل رفاييلي في حي نحلاؤوت عهيم بمنطقة نحلاؤوت في القدس في فلسطين.
سُمي الكنيس باسم أور زاروا على اسم قاعة الدراسة التي أقامها الحاخام شلومو أبورباح، والد الحاخام عمرام أبورباح في منزله الواقع في بلاط أبراهام عزرائيل في البلدة القديمة في القدس.

## الوصف

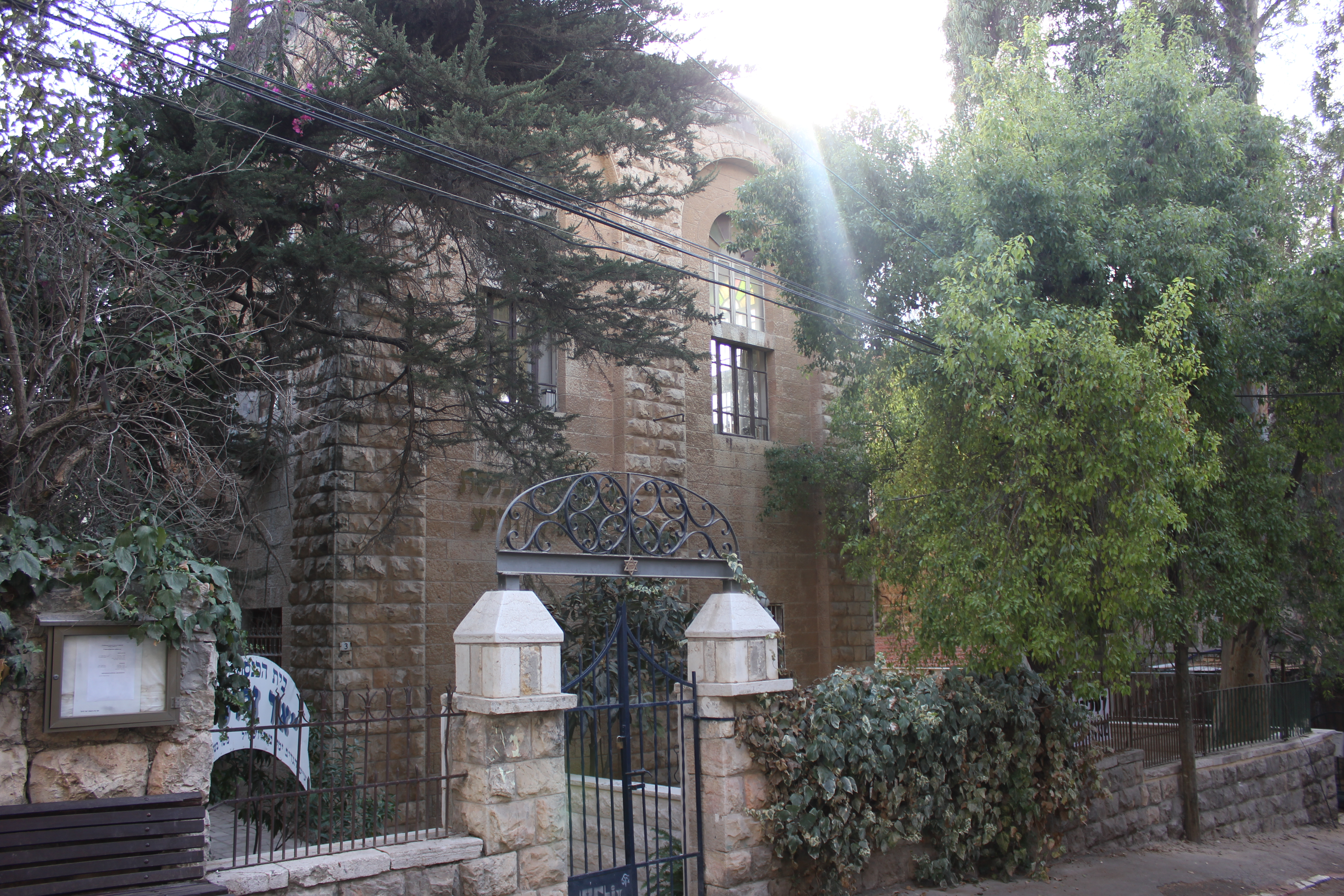
بوابة الدخول إلى كنيس زاروا المُدرج كأحد مواقع الحفاظ على التاريخ في القدس في 3 شارع رفاييلي. ويُشار إلى اسم الكنيس على الجدار الخارجي المبني من حجر القدس.

يتألف كنيس أور زاروا من مبنى مكون من طابقين يبلغ ارتفاعه 10 أمتار ويقع فوق تل على ارتفاع 799 مترًا فوق مستوى سطح البحر، وتبلغ مساحته 258 مترًا مربعًا، ويقع في حي نحلاؤوت الواقع في وسط القدس. الجدران الخارجية للكنيس مغطاة بحجر القدس، مثلما هو الحال في جميع المباني الموجودة في القدس. بُني الطابق الأول من المبنى لتوفير منزل للحاخام وزعيم مجتمع اليهود السفارديم، واليوم تستخدم هذه المساحة كروضة للأطفال، أما الطابق الثاني فهو مخصص للكنيس نفسه.
صُمم الكنيس على الطراز الإسباني الشمال أفريقي النموذجي، حيث تحيط مقاعد الرجال بالمسرح، كما أن الصالة ذات سقف مرتفع للغاية وتحتوي على قسم معرض خاص بالنساء أو ما يُعرف باسم عزرة ناشيم. تتميز النوافذ الطويلة بإطارات حجرية ضخمة منحنية في الأعلى، وتتزين ألواح النوافذ بلوحات وزخارف.

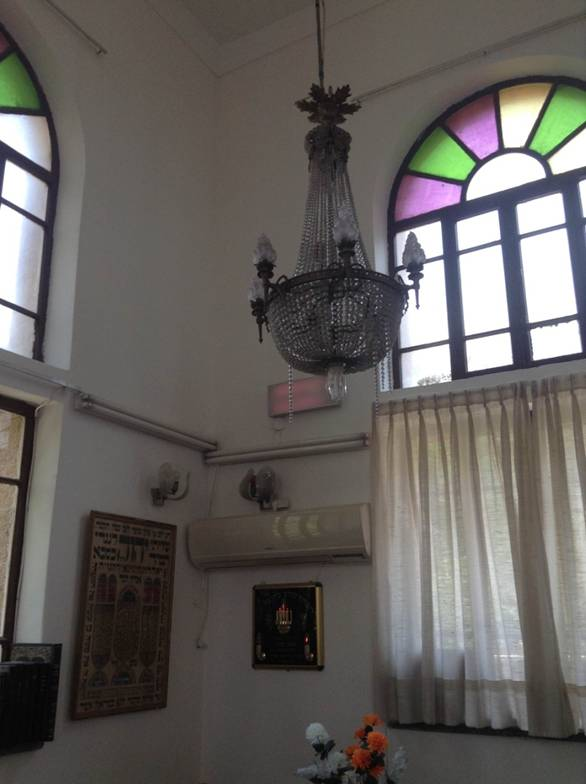
كنيس أور زاروا في القدس من الداخل بأسقف عالية ونوافذ عالية كبيرة مزينة بالزجاج الملون ومنحنية وفي الأعلى. ثريا ايطالية رائعة.

أدرج كنيس أور زاروا ضمن المواقع التي قامت بلدية القدس بالحفاظ عليها تاريخيًا. وكان رقم موقع الحفاظ على الكنيس هو 2638. وفي 19 شباط (فبراير) عام 1997 حكم القاضي ف. زايلر رئيس محكمة القدس أن الكنيس سيتم تكريسه بشكل دائم.

## لمحة تاريخية
بدأ الحاخام عمرام أبورباح مشروع بناء كنيس جديد لاستيعاب الأعداد المتزايدة من عائلات المعارف المغاربية اليهودية التي خرجت من أسوار البلدة القديمة في القدس واستقرت في أحياء جديدة. فتواصل مع دون يامين بن هاروتش الذي ترأس الجالية اليهودية في مليلية بإسبانيا وكان معروفًا بأعماله الخيرية، وناشد بن حروش للمساهمة في المشروع فوافق على المساهمة بأمواله لتمكين البناء.

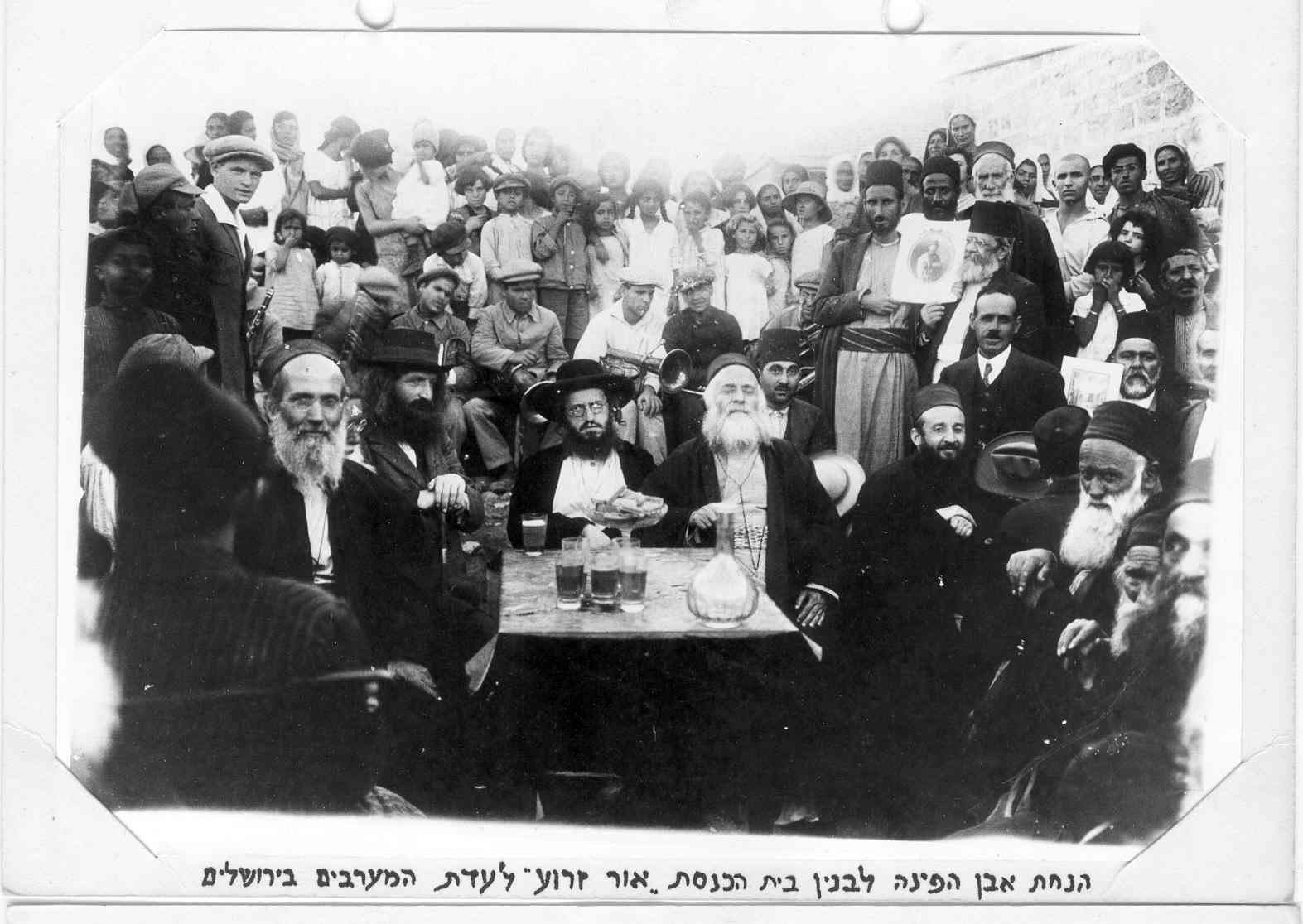
مراسم وضع حجر الأساس لكنيس أور زاروا في 26 أكتوبر 1926.

أقيم حفل وضع حجر الأساس لبناء الكنيس في منطقة نحلاؤوت في الساعة الثالثة من مساء يوم الثلاثاء 26 تشرين الأول (أكتوبر) عام 1926 (الموافق 18 ششفان سنة 5687 حسب التقويم العبري). بدأ الاحتفال بأوركسترا بيت شينوش إيفريم (مدرسة المكفوفين) الشبابية، ودُعي إلى الحفل العديد من قادة الجاليات اليهودية في القدس، كان من بينهم حاخامات يمثلون اليهود السفارديم واليهود الأشكناز. وكان من بين هؤلاء الحاخامات شموئيل عزران، وهاراف هنازير الحاخام دافيد ها كوهين، وهارلاب، وعوفاديا هداية، وشمعون أشركي، وشموئيل علالوف. كان المتحدث في الحفل هو أفراهام المالح ممثل لجنة المعارف، بينما وضع الحجر الأول الحاخام نسيم إليشار، تلاه الضيوف الآخرون، وأصر عمرام أبورباح على السماح للعمال اليهود فقط بالعمل في المبنى. ترأس الحاخام عمرام أبورباح كنيس أور زاروا منذ إنشائه في عام 1926 وحتى عام 1951 عندما تم انتخابه لمنصب الحاخام الأكبر في مدينة بتاح تكفا بإسرائيل.

## الأنشطة

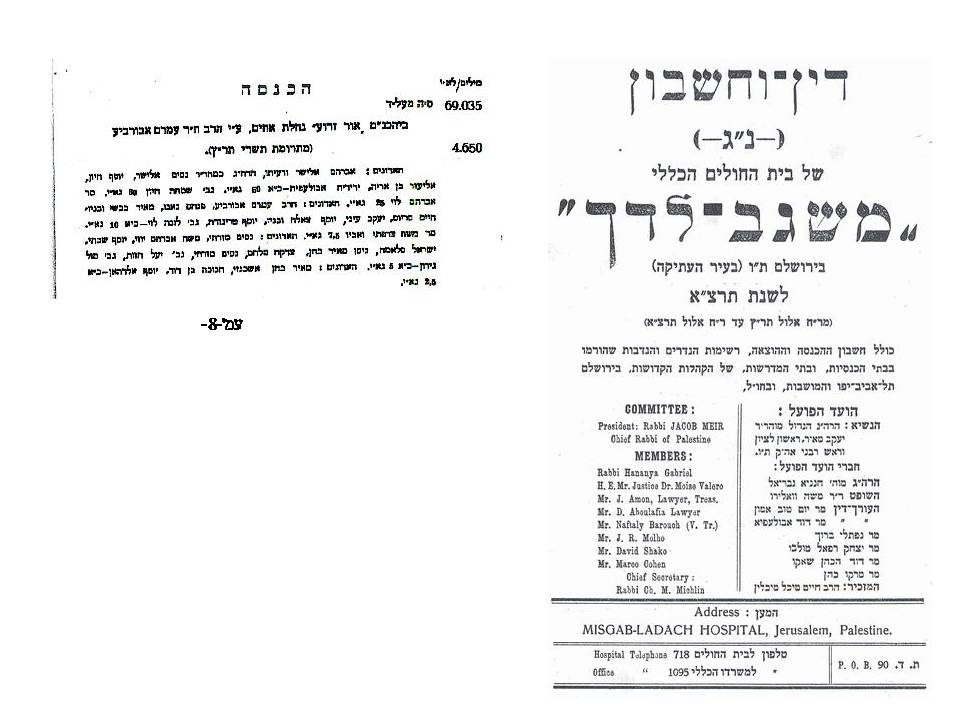
تبرع هراف عمرام أبورباح وكنيس أور زاروا في القدس لمستشفى مسجاف لاداخ في عام 1931

افتُتح الكنيس الجديد في عام 1927، وكان عمرام أبورباح المالك الرسمي للكنيس هو أول حاخام له، ولقد ظل لعدة سنوات مقيما في شقة مخصصة له ولأسرته في الطابق الأول من المبنى حتى قام ببناء منزل قريب من الكنيس. أصبحت الشقة بعد ذلك مقر إقامة حاييم كوبي وعائلته على مدار الأربعين عامًا التالية. كان كنيس أور زروا بمثابة كنيس وكذلك مدرسة دينية، فقد شارك رهبان الكنيس لعدة سنوات في الأنشطة التعليمية أو الأنشطة الخيرية مثل التبرع في عام 1931 إلى مستشفى مسجاف لاداخ اليهودي في القدس. كما طلب عمرام أبورباح من كل عضو في كنيس أور زاروا التبرع والمساهمة حتى بمبلغ صغير من العملات لدعم مستشفى مسجاف لاداخ. ويتضح من بين قائمة أسماء العائلات المتبرعة، أن الأفراد كانوا من أصول عديدة فبعضها عائلات يمنية، وبعضها عائلات سورية مثل عائلة تزداقة من حلب، وهناك عائلة أبو العافية من غاليبولي في تركيا، وعائلة المزراحي من العراق، بالإضافة إلى عائلات من إيران، وبخارى في أوزبكستان. تم ترشيح الحاخام عمرام أبورباح لشغل منصب الحاخام الأكبر لحي نحلاؤوت في القدس من جانب الحاخام الأكبر لإريتس إسرائيل هريشون لتسيون، والحاخام بن صهيون مئير هاي عوزيئيل. كان كنيس أور زاروا بمثابة موقع اقتراع خلال الانتخابات في يناير 1931.

## العلاقات بالمعابد اليهودية الأخرى

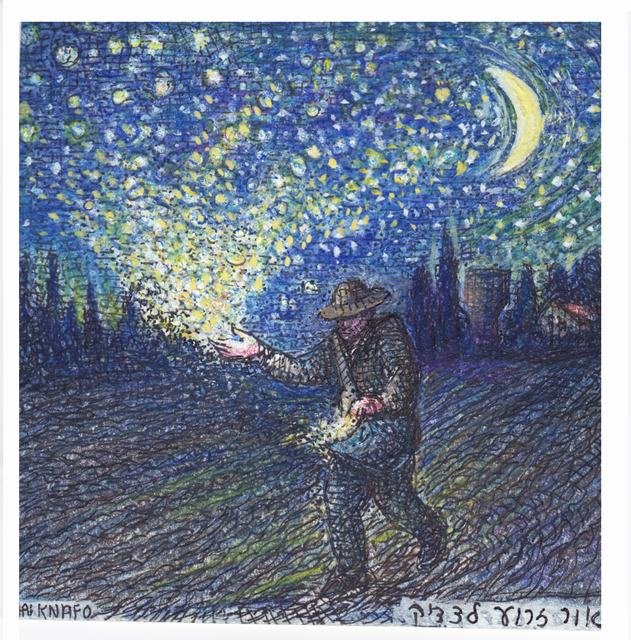
لوحة "ستارلايت زور" للرسام هاي كنافو وهي مستوحاة من كنيس أور زاروا القدس

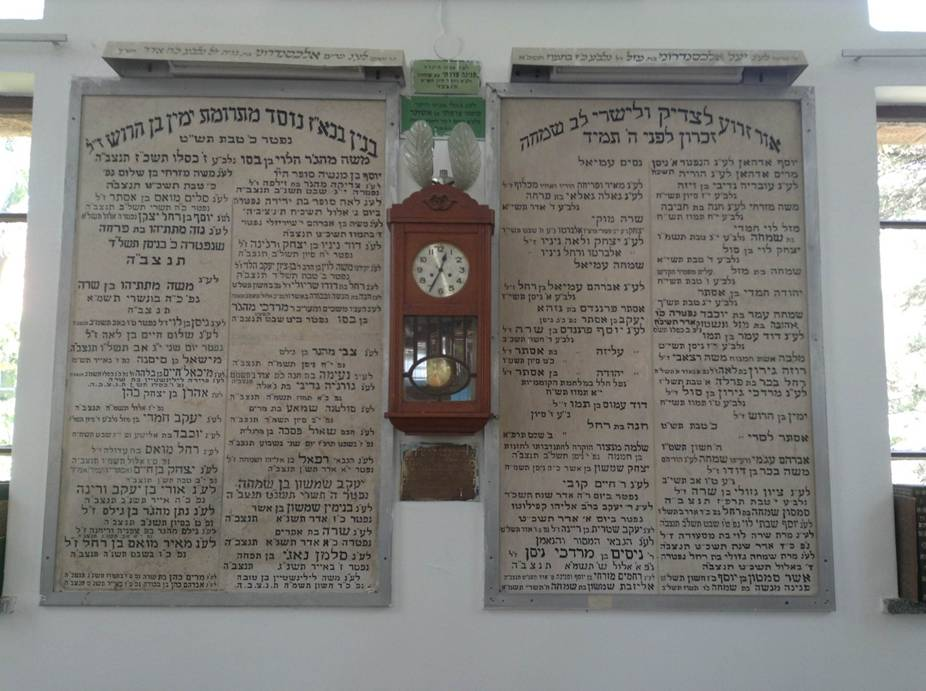
يُظهر الجزء الداخلي من المبنى لوحين رخاميين تذكاريين مخصصين للمانح الرئيسي لبناء الكنيس يامين بن هاروش.

خصص يامين بن هاروتش أيضًا في الفترة ما بين عامي 1925 و1927 أموالًا لبناء كنيس آخر في مسقط رأسه بمدينة مليلية في إسبانيا، حيث صمم إنريكي نييتو المبنى. وكان هذا الكنيس يُسمى أيضا أور زاروا.
يتشابه كلا الكنيسين أيضًا في العديد من جوانب تصميمهما الداخلي، مثل الأسقف العالية والجدران الحجرية الرخامية ذات الإهداءات المحفورة والنوافذ المنحنية الطويلة ذات الزجاج الملون وتصميم معرض السيدات (عزرة نشم) والتصميم الفريد المتعدد، والثريات التي تعود أصولها إلى إيطاليا، والتي لا تزال موجودة في كلا الكنيسين على الرغم من أنها أصبحت كهربائية في الوقت الحالية. أعطت هذه الثريات اسم أور زاروا معنى خاصًا حيث أن كلمة "أور" في اللغة العبرية تعني "النور".
كانت أور بريت كوديش، مجلة ثنائية اللغة لليهود المغاربة حررها آشر كنافو، وقد نشرت المجلة في عام 2016 في الصفحات 72-80 من المجلد 34 منها مقالاً بعنوان "أور زروا - القدس - مليلية كنيسان يهوديان". وفي عام 2011 استوحى الفنان هاي كنافو من أور زوروا وأهدى لوحة بعنوان "ستارلايت زاور".
واصل الحاخام عمرام أبورباح تقليد عائلته في بناء المعابد، فساهم في تأسيس في كنيس السفارديم المسمى بيت أفراهام في بتاح تكفا. وفي عام 1970، كان ابنه إيهود أفيفي أبورباح من بين مؤسسي كنيس بيت هاكنيست هالكبة هاآلاتي والمدرسة الدينية المسماة نيتيفي آم على اسم الحاخام عمرام أبورباح، في حي شيشونة هاي في بئر السبع.

## معرض الصور

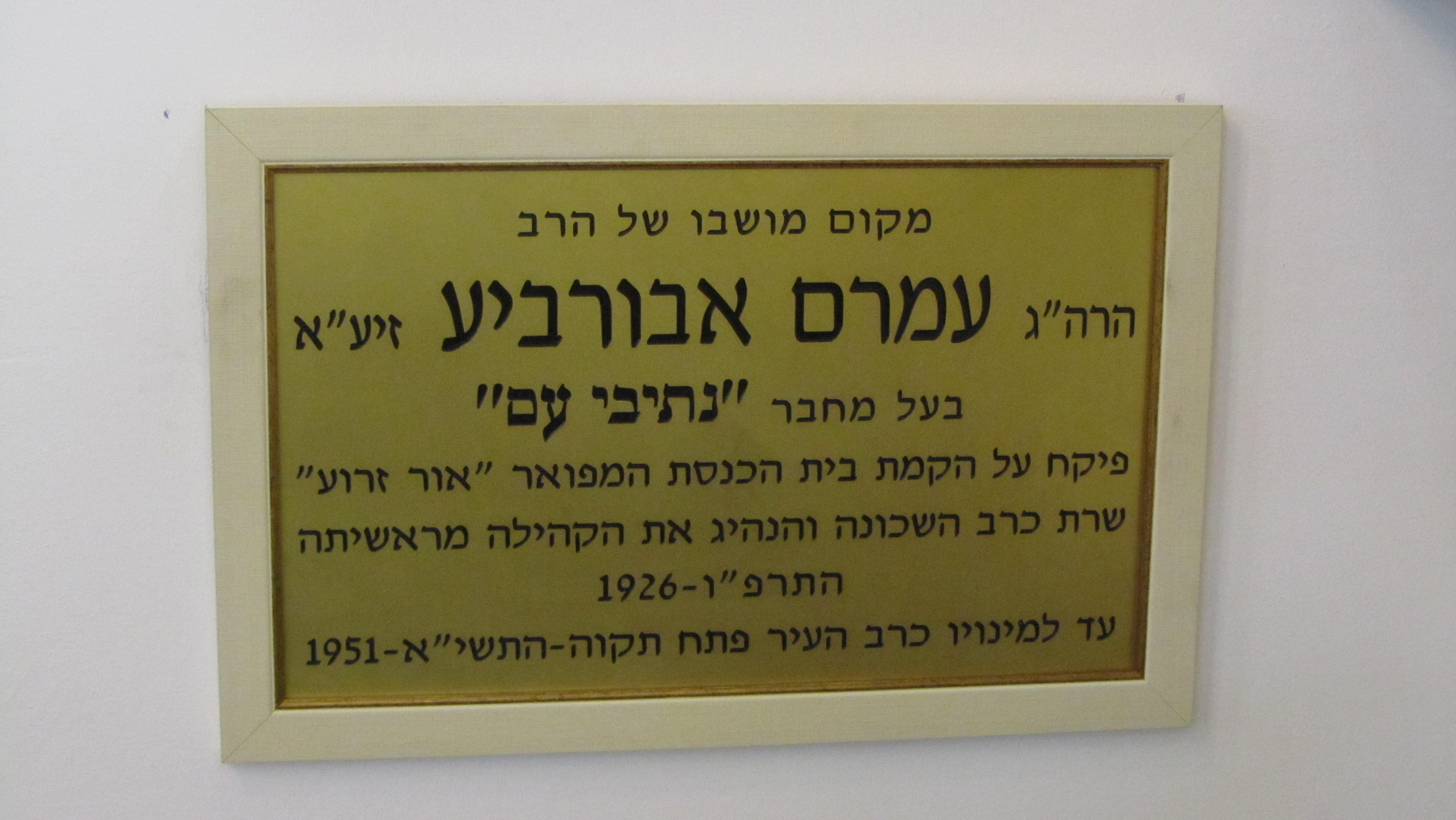
لوحة تذكارية للحاخام عمرام أبورباح في كنيس أور زاروا في القدس، إسرائيل. شغل عمرام أبورباح منصب حاخام الكنيس منذ إنشائه وحتى عام 1951.
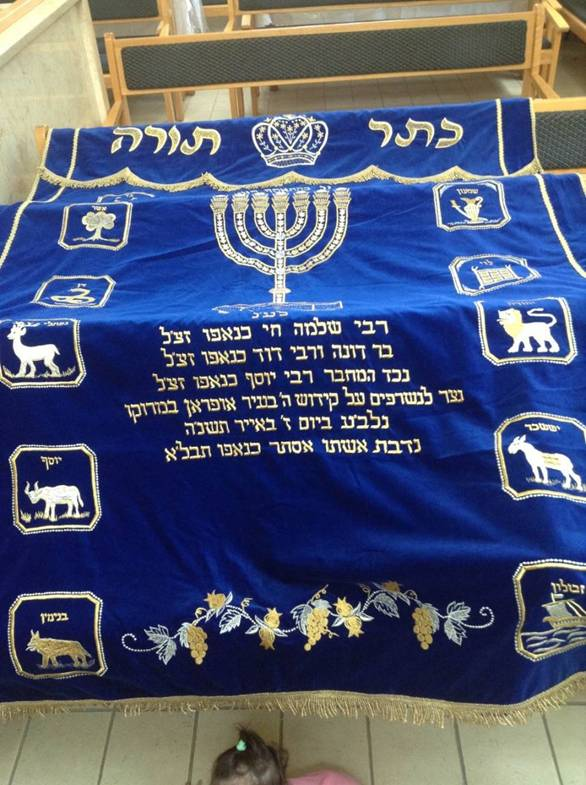
نصب تذكاري للحاخام شلومو هاي كنافو الذي توفي في 7 أيار (مايو) 5755 وقامت زوجته إستر كنافو بالتبرع بالبروشيه للكنيس.
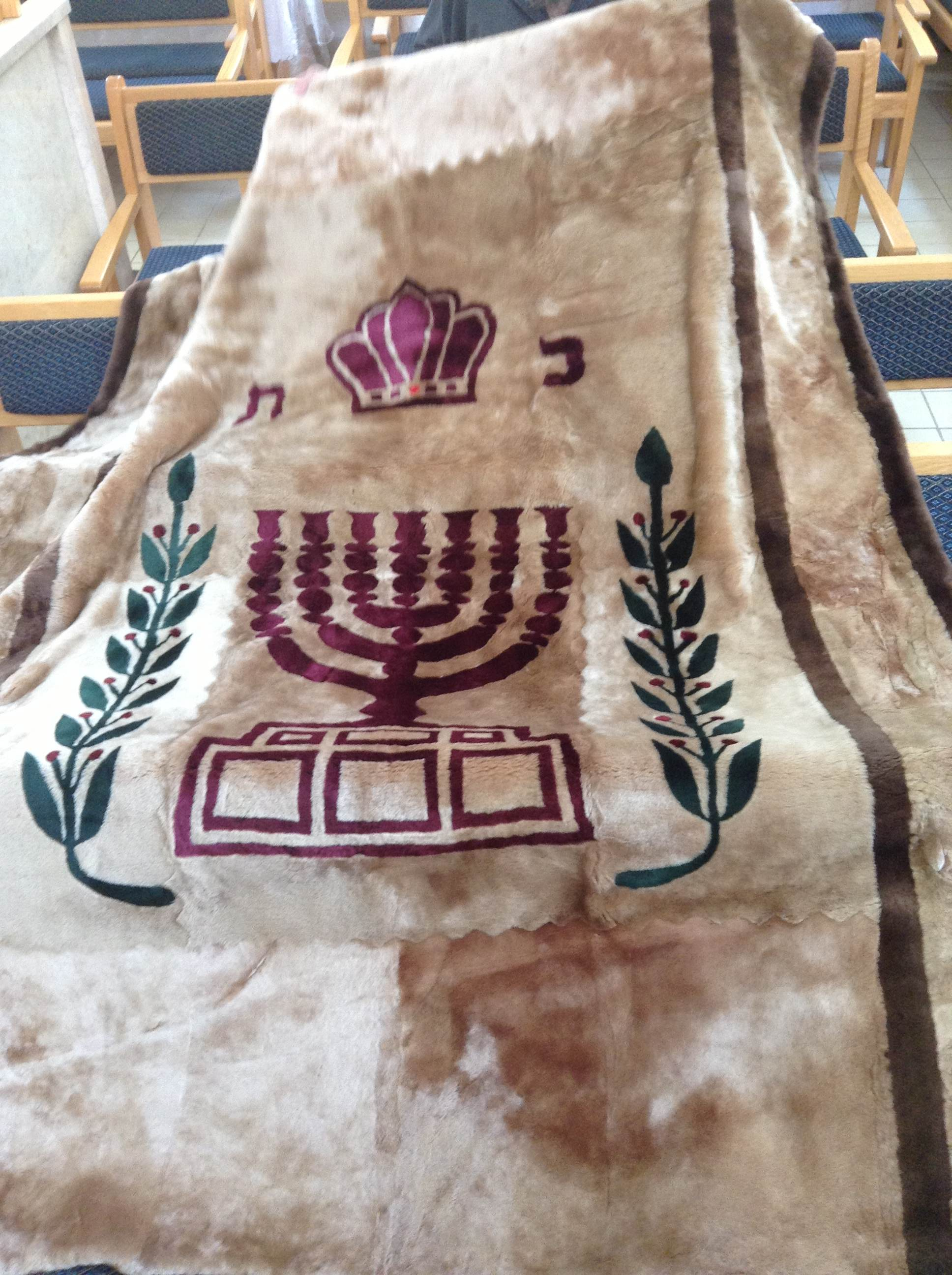
بروشيه مع شعار دولة إسرائيل والشمعدان وأغصان الزيتون بأوراق الشجر.
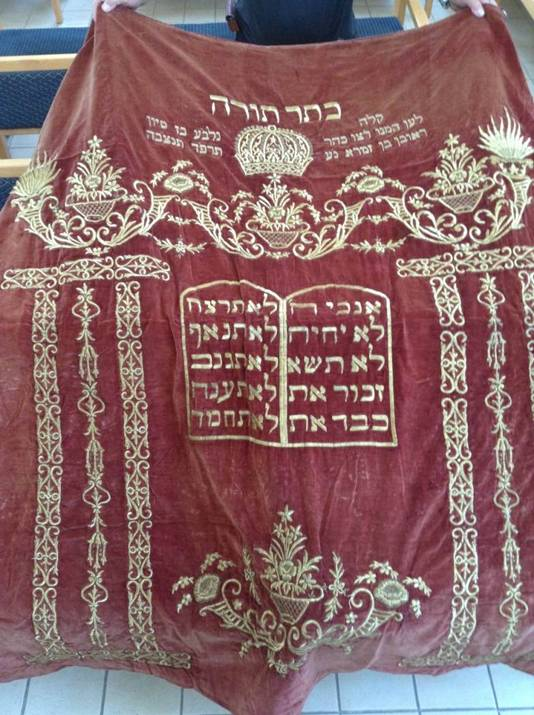
بروشيه باللون الأحمر مزين بتطريز الوصايا العشر إلى جانب نصب تذكاري لروفين بن زمرا الذي توفي عام 1924.
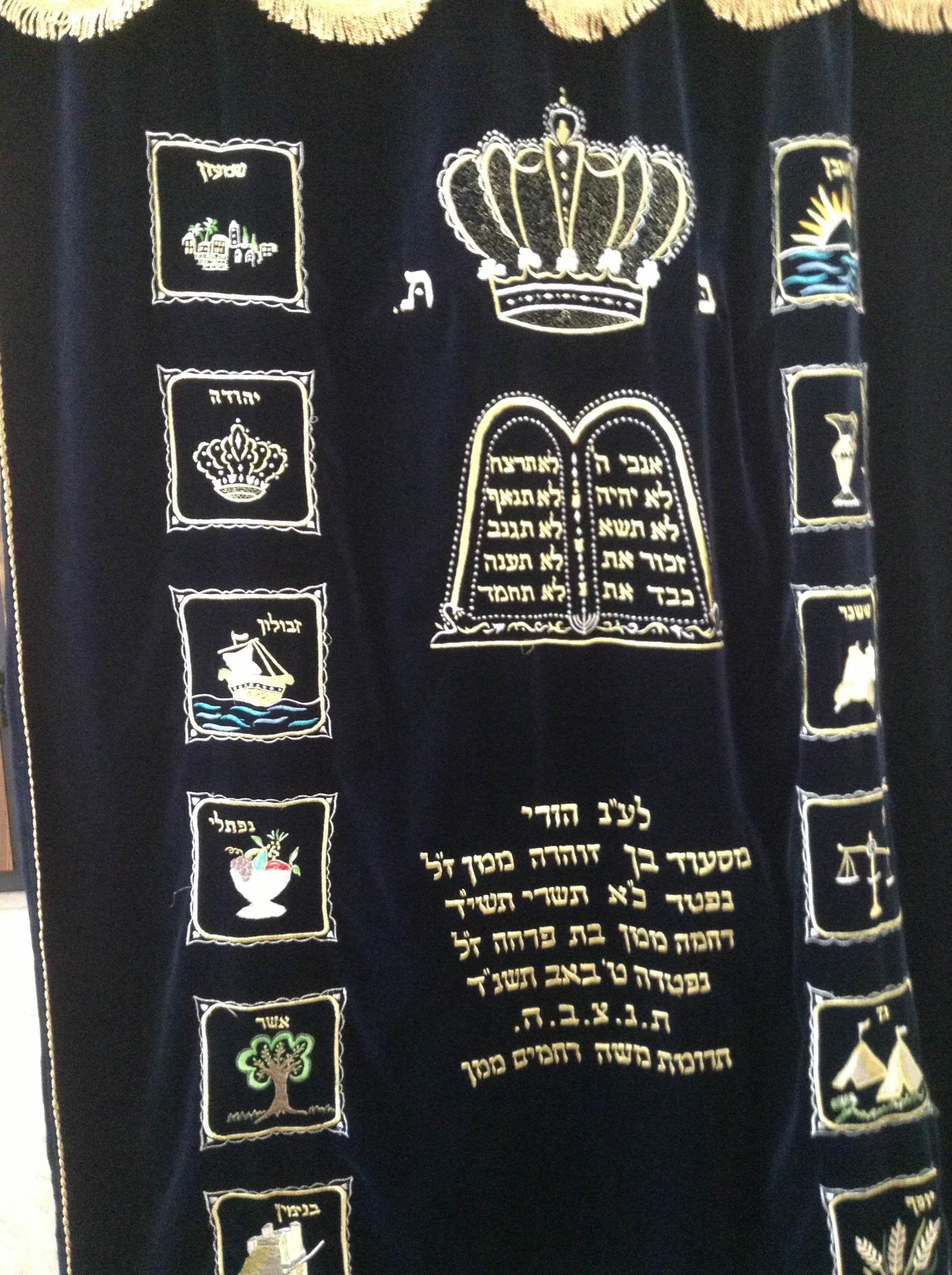
بروشيه على سفينة التوراة (آرون هاكوديش) خلفية سوداء داكنة مزينة مزينة برموز 12 قبيلة من بني إسرائيل القدماء.في كنيس أور زاروا في حي نحلاؤوت في القدس داخل إسرائيل.
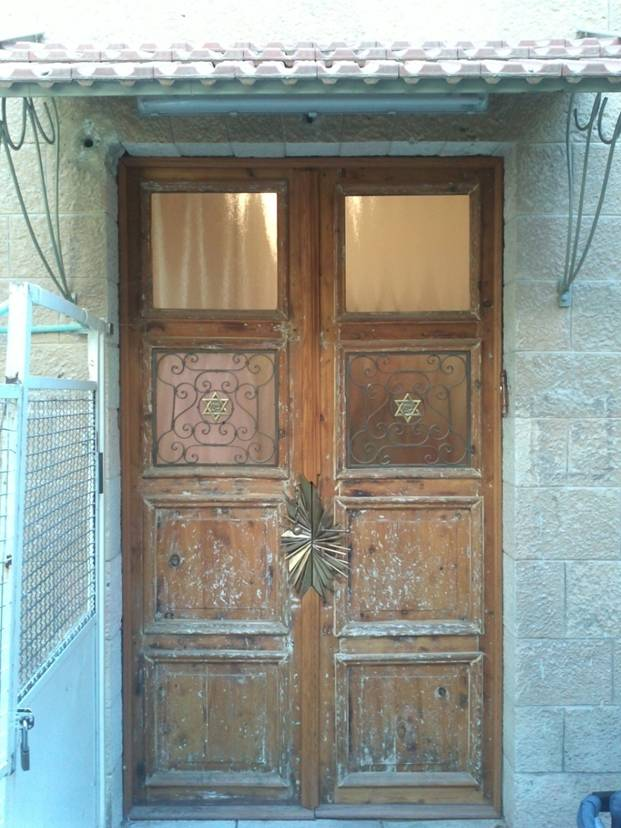
باب خشبي مزين بختم داود وكلمة صهيون بالعبرية في مدخل للطابق الأول من كنيس أور زاروا
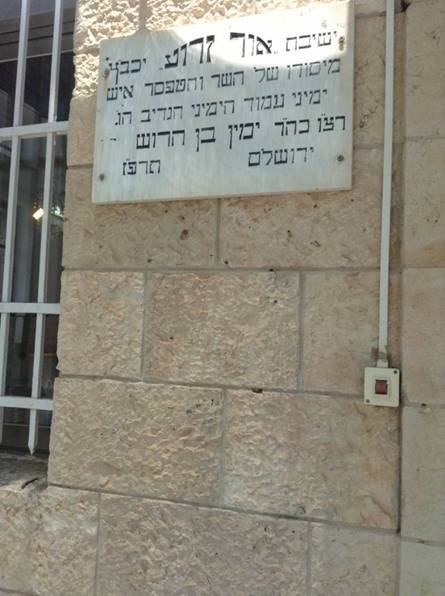
لوحة تذكارية حجرية على الجدار الخارجي تقول: مدرسة يشيفا تبرع بها السيد يامين بن هاروتش عام 1927.
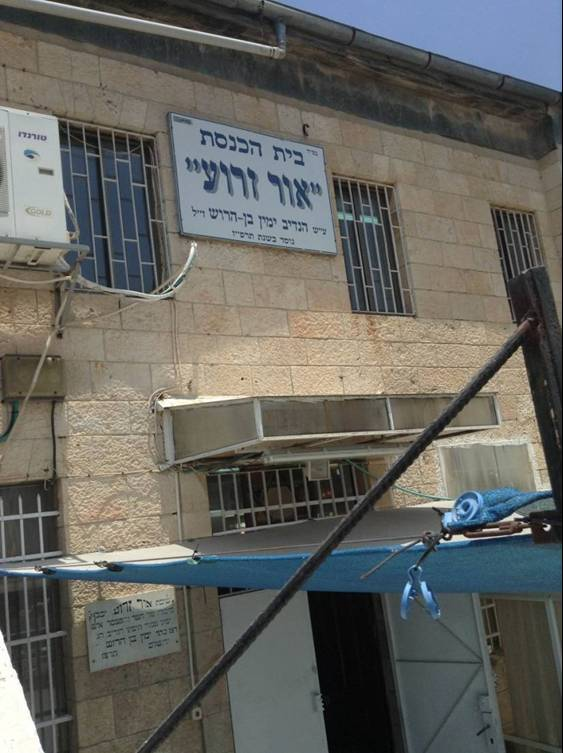
علامة خارجية ذات أحرف زرقاء تشير إلى أن الكنيس كان مدعومًا من فاعل الخير يامين بن هاروتش، وتم تأسيسه في عام 1927.